# Манс (Изер)
Манс (фр. Mens) — коммуна во Франции, находится в регионе Рона — Альпы. Департамент коммуны — Изер. Входит в состав кантона Матезин-Триев. Округ коммуны — Гренобль.
Код INSEE коммуны — 38226. Население коммуны на 2006 год составляло 1382 человека. Населённый пункт находится на высоте от 612 до 1929 метров над уровнем моря. Муниципалитет расположен на расстоянии около 520 км юго-восточнее Парижа, 130 км юго-восточнее Лиона, 45 км южнее Гренобля. Мэр коммуны — Annette Pellegrin, мандат действует на протяжении 2008—2014 гг.
Динамика населения (INSEE):